# Mniejszości narodowe w Chińskiej Republice Ludowej

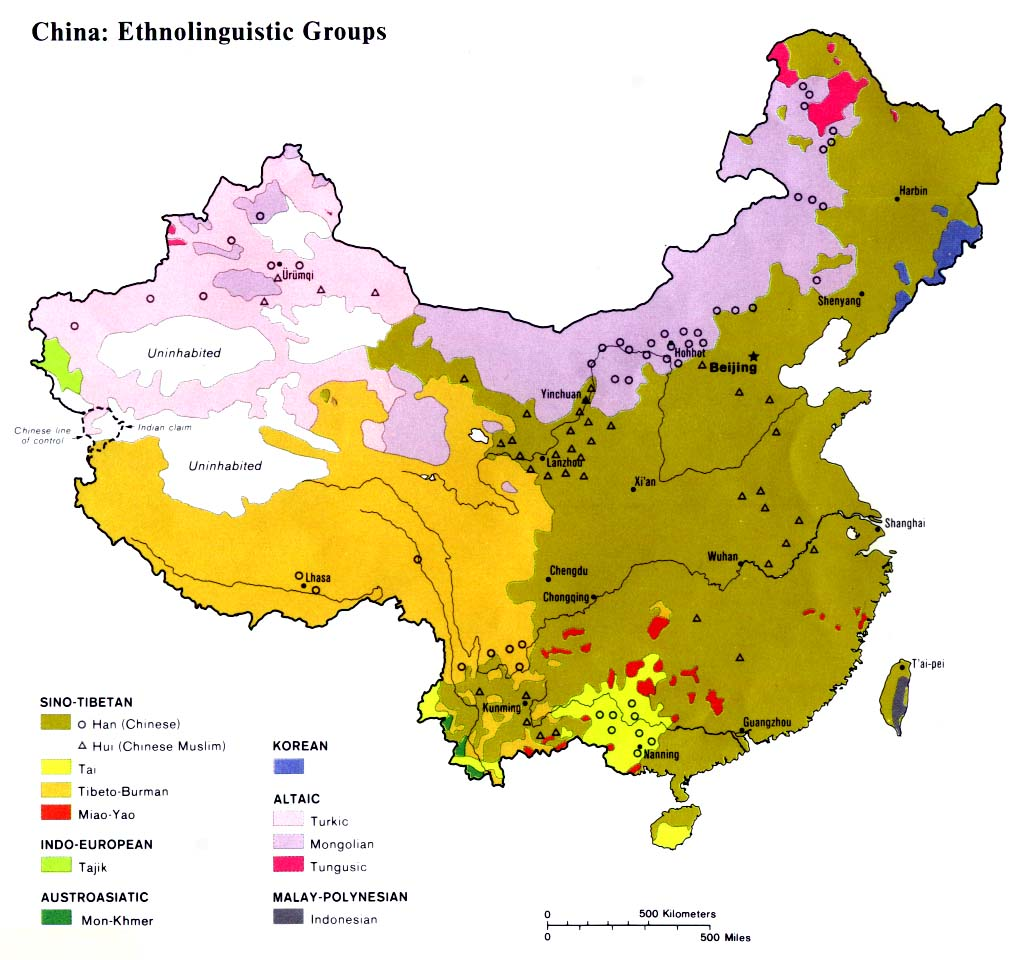
Mapa etno-lingwistyczna Chin

Władze Chińskiej Republiki Ludowej uznają oficjalnie 56 narodowości (chiń. minzu), spośród których największą są Hanowie (Chińczycy Han, 汉族, Hàn Zú), stanowiący ok. 91% populacji (1,2 mld), a pozostałe 55 to mniejszości narodowe (chiń. upr. 少数民族; chiń. trad. 少數民族; pinyin shǎoshù mínzú; dosł. „nieliczne narodowości”).

## Lista mniejszości narodowych w ChRL
- Zhuang (壮族, Zhuàng Zú) – 18 mln
- Mandżurowie (满族, Mǎn Zú) – 11 mln
- Hui (回族, Huí Zú) – 9 mln
- Miao (苗族, Miáo Zú) (Hmongowie) – 9 mln w Chinach; łącznie – 12 mln
- Ujgurzy (维吾尔族, Wéiwú’ěr Zú) – 8,68 mln
- Yi (彝族, Yí Zú) – 8 mln
- Tujia (土家族, Tǔjiā Zú) – 8 mln
- Mongołowie (蒙古族, Měnggǔ Zú) – 5,8 mln; łącznie – 10 mln
- Tybetańczycy (藏族, Zàng Zú) – ok. 6 mln (w tym 120 tys. uchodźców w Indiach)
- Dongowie (侗族, Dòng Zú) – 3 mln
- Yao (瑶族, Yáo Zú) – 2,6 mln (3 mln łącznie z wietnamskimi Yao)
- Buyei (布依族, Bùyī Zú) – 2,5 mln
- Kazachowie (哈萨克族, Hāsàkè Zú) – 2,2 mln (łącznie 15,8 mln)
- Koreańczycy (朝鲜族, Cháoxiǎn Zú) – 2 mln
- Bai (白族, Bái Zú) – 1,86 mln
- Hani (哈尼族, Hāní Zú) – 1,5 mln
- Li (黎族, Lí Zú) – 1,25 mln
- Dai (傣族, Dǎi Zú) – 1,15 mln (spokrewnieni z Tajami)
- She (畲族, Shē Zú) – 700 tys.
- Lisu (傈僳族, Lìsù Zú)
- Gelao (仡佬族, Gēlǎo Zú)
- Lahu (拉祜族, Lāhù Zú)
- Dongxiang (东乡族, Dōngxiāng Zú)
- Wa (佤族, Wǎ Zú)
- Shui (水族, Shuǐ Zú)
- Naxi (纳西族, Nàxī Zú) (łącznie z Mosuo (摩梭, Mósuō))
- Qiang (羌族, Qiāng Zú)
- Tu (土族, Tǔ Zú)
- Xibe (锡伯族, Xíbó Zú)
- Mulam (仫佬族, Mùlǎo Zú)
- Kirgizi (柯尔克孜族, Kē’ěrkèzī Zú)
- Dagurowie (达斡尔族, Dáwò’ěr Zú)
- Jingpo (景颇族, Jǐngpō Zú)
- Salarowie (撒拉族, Sǎlá Zú)
- Blang (布朗族, Bùlǎng Zú)
- Maonan (毛南族, Màonán Zú)
- Tadżycy (塔吉克族, Tǎjíkè Zú) – 41 tys.
- Pumi (普米族, Pǔmǐ Zú)
- Achang (阿昌族, Āchāng Zú)
- Nu (怒族, Nù Zú)
- Ewenkowie (鄂温克族, Èwēnkè Zú)
- Wietnamczycy (京族, Jīng Zú)
- Jino (基诺族, Jīnuò Zú)
- De’ang (德昂族, Dé’áng Zú)
- Uzbecy (乌孜别克族, Wūzībiékè Zú)
- Rosjanie (俄罗斯族, Éluōsī Zú)
- Yugurowie (裕固族, Yùgù Zú)
- Bonan (保安族, Bǎo’ān Zú)
- Moinba (门巴族, Ménbā Zú)
- Oroczeni (Orocy) (鄂伦春族, Èlúnchūn Zú)
- Drung (独龙族, Dúlóng Zú)
- Tatarzy (塔塔尔族, Tǎtǎ’ěr Zú)
- Hezhe (Nanajowie) (赫哲族, Hèzhé Zú)
- Lhoba (珞巴族, Luòbā Zú)
- Aborygeni tajwańscy (高山族, Gāoshān Zú), zbiorcze określenie mniejszości tajwańskich.